# Invectiva contra cuiusdam anonimi Galli calumnia
L'Invectiva contra cuiusdam anonimi Galli calumnia o Contra eum qui maledixit Italiae è un'opera minore di Francesco Petrarca, scritta in prosa latina.
Si tratta di un'invettiva contro un anonimo monaco francese, in risposta ad una sua presa di posizione a favore del Papato avignonese. Petrarca invece vi sostiene il trasferimento di Papa Urbano V da Avignone a Roma.